# Пирогов Олександр Ігорович
Олекса́ндр І́горович Пирого́в — сержант Збройних сил України, учасник російсько-української війни.
Вояк 25 ОМПБ ЗСУ «Київська Русь»

## Нагороди
За особисту мужність і героїзм, виявлені у захисті державного суверенітету та територіальної цілісності України, вірність військовій присязі під час російсько-української війни
- нагороджений орденом «За мужність» III ступеня (26.2.2015).
- нагороджений орденом «За мужність» II ступеня (17.5.2019).